# سیگفریدو فونتانلی
سیگفریدو فونتانلی (ایتالیایی: Sigfrido Fontanelli; ۱ اکتبر ۱۹۴۷ – ۲۰ فوریهٔ ۲۰۰۴) دوچرخه‌سوار اهل ایتالیا بود.